# Бакстер, Хосе
Хосе Луис (Джо) Бакстер (исп. José Luis (Joe) Baxter, 24 мая 1940 — 11 июля 1973) — аргентинский революционер и партизан англо-ирландского происхождения.

## Биография

### Детство
Детство Хосе Бакстер провёл в городке Маркос-Пас, где его отец занимался разведением лошадей. Отец не забывал свои исторические корни и часто разговаривал на английском языке, а также определил сына в двуязычную школу. В возрасте десяти лет Хосе Бакстер при падении сломал руку, но ничего не сказал родителям до тех пор пока не стало слишком поздно и, из-за неправильного сращения кости, он не потерял часть подвижности у правой руки.

### Юность
С юности начал интересоваться политикой, так как на его глазах в 1955 году произошло падение Перона. Тогда же его однокашник приглашает его в «Союз студентов националистов». В том же году Союз превращается в крайне правое фашистское «Движение националистов „Такуара“», духовным лидером которого становится Хулио Мейнвьель. Коммуникабельный экстраверт Бакстер отвечает за общественные связи движения и через год становится его генеральным секретарём.
Однако с его ростом, в движении все отчетливее проявляются две тенденции: перонистская и радикально националистическая. Хосе Бакстер присоединяется к первой, а в 1962 в движении происходит раскол. Сам Бакстер в это время начинает интересоваться изменениями, произошедшими на Кубе под влиянием революции. Перонисты создают «Движение националистов-революционеров „Такуара“» и в 1963 г. совершают громкое ограбление банка, унося с собой 100 000 $. Бакстеру, не участвовавшему в ограблении, поручают отмыть деньги через Бразилию и Уругвай, куда он и отправляется. На своём пути он останавливается в Буэнос-Айресе, где работает в государственной телефонной компании «Энтел» и вращается в лево-перонистских кругах, знакомится со многими левыми, в том числе Джоном Уильямом Куком, Сильвио Фрондиси и Науэлем Морено, революционерами из Алжира, Египта и Кубы.

### Деятельность в подполье
Позже, в том же самом году, полиция арестовала нескольких участников движения и получила информацию на Бакстера, что вынудило последнего перейти на нелегальное положение и скрыться в Уругвае. Группа Бакстера планировала захват спорных Фолклендских (Мальвинских) островов. Предполагалось осуществить акцию в стиле Фиделя Кастро — вооружённое вторжение туда, с последующей организацией на островах «Национал-Революционного Аргентинского государства». Достичь архипелага планировали на небольшом корабле «Рио-Сегундо», и будущую операцию решено было назвать «Антонио Риверо», в честь аргентинского патриота, поднявшего восстание рабочих и гаучо против британской оккупации на Мальвинах в 1833 году. Эта операция в 1966 году была совершена активистами организации «Молодая Аргентина» по руководством Дардо Кабо.
Эти события послужили установлению более тесных связей с политэмигрантами различных лево-перонистских организаций. В 1964 г. Хосе Бакстер встречался с Пероном в Мадриде, который поддержал идею создания революционной перонистской организации.
После встречи в Испании, Хосе Бакстер отправляется в Алжир перенимать опыт партизанской войны, а оттуда в Северный Вьетнам. Вернувшись в Монтевидео, присоединяется к «Тупамарос». В 1965 г. отправился в Китай изучать опыт китайской революции. На обратном пути остановился на Кубе, где женился на дочери боливийского офицера Рут Арриете и начал свой переход от перонизма к троцкизму.
В 1968 г. Хосе Бакстер отправляется во Францию для участия в работе Четвёртого Интернационала. В Париже он становится свидетелем «красного мая» и знакомится с Марио Роберто Сантучо. В 1970 г., вернувшись инкогнито в Аргентину, участвует в создании Революционной армии народа. В ней возглавляет троцкистскую фракцию, но после разгрома герильи бежит вместе с женой и дочерью Марианной (родилась в 1968) в Чили.
Погиб 11 июля 1973 года в катастрофе бразильского Boeing 707 под Парижем, когда перевозил 40 000 $ для Сандинистского фронта национального освобождения.